# ماورو بلوجی
ماورو بلوجی (به ایتالیایی: Mauro Bellugi) بازیکن فوتبال و اهل ایتالیا بود که از سال ۱۹۷۲ میلادی عضو تیم ملی فوتبال ایتالیا بوده و در ۳۲ بازی ملی حضور داشت. او در بازی‌های ملی‌اش گلی به ثمر نرساند.
ماورو بلوجی آخرین بازی ملی خود را در سال ۱۹۷۹ میلادی انجام داد.

## مرگ
بلوجی در ۲۰ فوریه ۲۰۲۱ بر اثر بیماری کووید-۱۹ در میلان،  ایتالیا، سیزده روز پس از تولد ۷۱سالگی‌اش ، درگذشت.